# Rotten to the Core (canción)
«Rotten to the Core» es una canción interpretada por Dove Cameron, Cameron Boyce, Booboo Stewart y Sofia Carson incluida en la banda sonora original de la película original de Disney Descendants.

## Antecedentes
La canción fue grabada en diciembre de 2014 al presentarse algunos versos en el promo official de la película de Disney Descendants. La canción es el sencillo principal de la película para el tráiler promocional, también se utilizó como la canción de introducción a la película y es la primera canción perteneciente a la banda sonora.

## Vídeo musical
El Vídeo musical de la canción se encuentra disponible en la plataforma de vídeos Youtube en la cuenta VEVO de DisneyMusic.

## Lista de canciones
| Mundo - Descarga digital |                                          |          |  |
| N.º                      | Título                                   | Duración |  |
| 1.                       | «Rotten to the Core» (Versión del álbum) | 3:43     |  |

## Posicionamiento
| Listas (2015)                    | Posicionamiento |
| -------------------------------- | --------------- |
| Canadá (Canadian Hot 100)        | 66              |
| US Billboard Hot 100             | 38              |
| US Kid Digital Songs (Billboard) | 1               |
| US Streaming Songs (Billboard)   | 20              |

## Versión del sencillo
Una segunda versión de "Rotten to the Core", interpretada por la cantante estadounidense Sofia Carson, fue lanzada como sencillo el 18 de diciembre de 2015 por Walt Disney Records. La decisión del lanzamiento de la canción se hizo para promover la serie de dibujos animados Descendants: Wicked World, que la versión de Carson es el tema de apertura. La canción fue incluida en la banda sonora de Descendants (2015).

### Lista de canciones
- Descarga digital[9]

1. "Rotten to the Core" — 2:55

### Listas
| Listas (2015)                                 | Posicionamiento |
| --------------------------------------------- | --------------- |
| US Kid Digital Songs (Billboard)              | 7               |
| US Bubbling Under Hot 100 Singles (Billboard) | 5               |

### Historial de lanzamiento
| País           | Fecha                   | Formato          | Discográfica |
| -------------- | ----------------------- | ---------------- | ------------ |
| Estados Unidos | 18 de diciembre de 2015 | Descarga digital | Walt Disney  |